# 麗雅苑
麗雅苑（英語：Lascar Court），是位於香港香港島中西區上環的一個私人屋苑，也是香港房屋協會轄下的一個市區改善計劃屋苑，門牌號碼為上環樂古道3號，鄰近上環市政大廈，1991年落成入伙。該住宅只有一座，前身為該區舊樓，其後港府收回業權及交予房協重建。1990年6月7日，該住宅正式開始發售並在首日成功發售兩成單位，單位建築面積介乎449至703平方英尺，每平方英尺售價為1,877港元。現時單位跟其他市區改善計劃樓宇一樣，可以透過自由市場公開發售，並無任何申請資格和轉讓限制。

## 途經之公共交通服務
港鐵
- █  港島綫：上環站A2出口

電車
- 上環（西港城）總站

巴士
- 皇后大道中
- 荷李活道

## 鄰近
- 上環市政大廈
- 卜公花園
- 東華醫院
- 荷李活道公園

## 外部連結
- 麗雅苑 （页面存档备份，存于），香港房屋協會